# Carla Antonelli
Pour les articles homonymes, voir Antonelli.
Carla Delgado Gómez, plus connue sous le nom de Carla Antonelli, née le 13 juillet 1959 à Güímar (Santa Cruz de Tenerife), est une actrice et femme politique espagnole.
Elle suit ses études au conservatoire de musique et arts dramatiques (Conservatorio de Música y Arte Dramático) de Santa Cruz de Tenerife. En 1980, elle réalise son premier documentaire sur la transidentité pour TVE2. Ce document n'est diffusé qu'en 1981, après l'échec du coup d'État du 23 février. Carla Antonelli est connue pour son rôle de Gloria dans la série télévisée El síndrome de Ulises.
Elle dirige un grand site-web de support pour les personnes trans. 
Membre de l'assemblée de Madrid, elle est à l'origine de la loi espagnole de 2007 sur l'identité de genre. En 2011, elle devient la première personne trans élue députée régionale en Espagne,. En 2023, après son élection comme sénatrice, elle devient la première personne trans à siéger aux Cortes Generales. Elle devient ensuite la porte-parole du groupe de la Gauche confédérale au Sénat.